# Алмас, Наиф
Наиф Муса Алмас (араб. نايف ألماس‎; 18 января 2000, Саудовская Аравия) — саудовский футболист, защитник. В настоящее время выступает за «Ан-Наср» и сборной Саудовской Аравии. Чемпион Азии в этой возрастной категории.

## Карьера
Выступает за команду «Ан-Наср». 10 января 2019 года дебютировал в основном составе.
Осенью 2018 года Наиф был включён в состав сборной до 19 лет для участия в чемпионате Азии среди юниоров. На турнире отыграл полностью все 6 матчей.
В мае 2019 года попал в заявку сборной до 20 лет на чемпионат мира в Польше.

## Достижения
- Победитель юношеского чемпионата Азии 2018